# Comarca Lagunera

Karta

Comarca Lagunera, La Comarca de la Laguna eller enbart Laguna är en region och ett storstadsområde i delstaterna Coahuila och Durango i Mexiko. De största orterna i regionen är de sammanvuxna städerna Torreón i Coahuila och Gómez Palacio i Durango, men även Ciudad Lerdo i Durango och Matamoros och Parras i Coahuila räknas in. En person från regionen kallas lagunero. 
Regionen har en area på 44 884 kvadratkilometer.
Människor och politiker i La Comarca Lagunera har länge sökt frihet från sina respektive delstater och strävat efter att istället få bli en egen delstat, 'La Laguna'.